# Castle Rushen

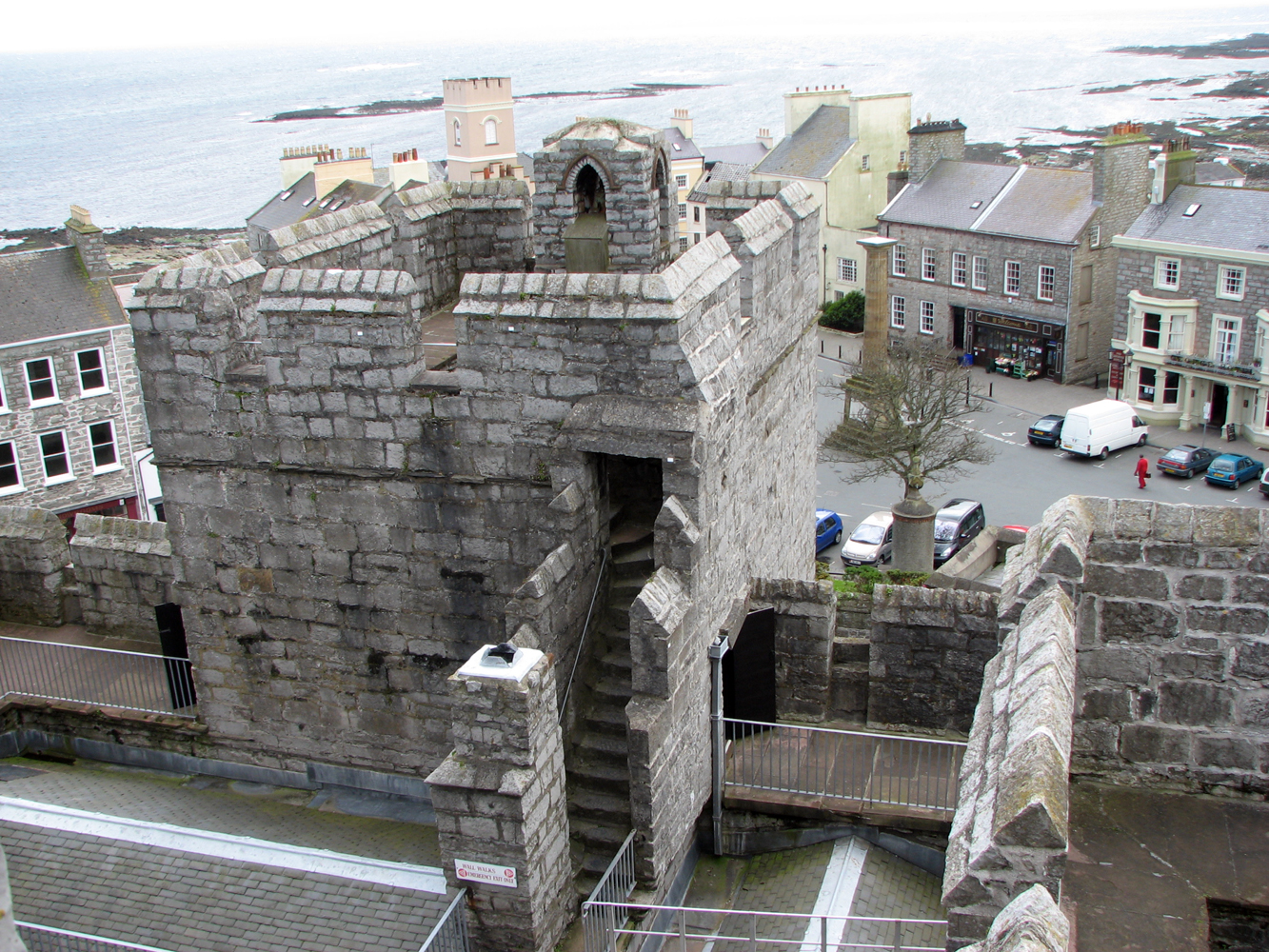
Vy över Castletown.

Castle Rushen är ett medeltida slott i staden Castletown på södra Isle of Man. Den reser sig över marknadsplatsen i sydöst och över hamnen i nordöst. Slottet byggdes för att beskydda inloppet till Silverburn floden. 

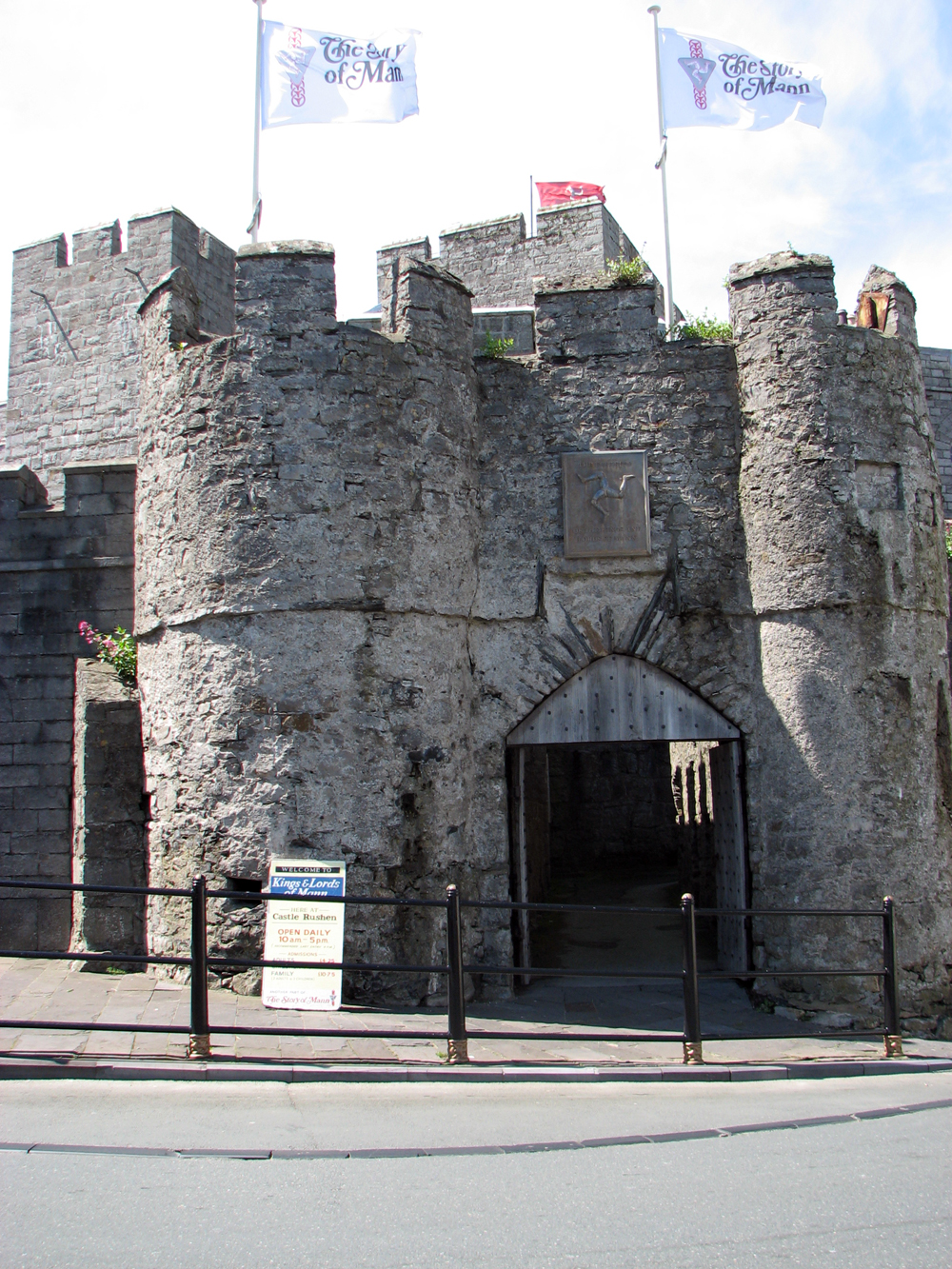
Castle Rushen

Det var kung Magnus III av Man, den sista nordiska kungen över Isle of Man, som lade den första grundstenen runt år 1250. Det kungliga huset använde slottet som deras residens ända fram till år 1266 då skottarna tog över styret på Isle of Man. Slottet har sedan successivt byggs till under 12-, 13- och 14 – talen.
Idag är slottet ett museum som behandlar historien om Isle of Mans kungar och Lords of Mann.